# 쇼즈군

쇼즈 군의 위치

쇼즈군(일본어: 小豆郡, しょうずぐん)은 일본 가가와현의 군이다. 쇼도섬의 전역을 포함한다.
인구 24,230명, 면적 169.97km², 인구밀도 143명/km².(2025년 3월 1일, 추계인구)
이하 2정으로 구성된다.
- 도노쇼정(土庄町)
- 쇼도시마정(小豆島町)

## 역사
- 2006년 3월 21일 - 우치노미 정·이케다 정이 합병해 쇼도시마 정이 성립하였다.